# Clifford Thornton
Clifford Edward Thornton (Philadelphia, 6 september 1936 (of 1934, 1939) - Genève, 25 november 1983) was een Amerikaanse jazz-trombonist en -trompettist in de free jazz. Hij speelde ook nog andere instrumenten: piano, bugel, baritonhoorn en klarinet. Hij had veel invloed op zijn tijdgenoten.

## Biografie
Thornton studeerde in de jaren vijftig bij trompettist Donald Byrd (1957) en werkte met tubaïst Ray Draper en Webster Young. Na zijn diensttijd vestigde hij zich in New York, waar hij begin jaren zestig in hetzelfde appartementencomplex woonde als Rashied Ali, Marion Brown en Don Cherry. Hij speelde met talrijke avant garde-jazzbands en speelde als 'sideman' mee op opnames van onder meer Sun Ra, Archie Shepp, Sam Rivers en Sunny Murray. Hij was tevens actief in de Black Arts Movement, waar hij in contact kwam met allerlei musici.
Hij was actief als bandleider (o.a. het New Art Ensemble) en componist en richtte een eigen platenlabel op, Third World Records. In 1967 verscheen zijn eerste album (Freedom & Unity), al snel gevolgd door andere platen. In 1971 speelde hij met Joe McPhee (Survival Unit II with Clifford Thornton: At WBAI’s Free Music Store, 1971). Vanaf het begin van de jaren 70 bracht hij zijn tijd overwegend in Europa door.

## Discografie
- Freedom & Unity (Atavistic, 1967) met Karl Berger, Jimmy Garrison, John McCortney, Joe McPhee, Don Moore
- Ketchaoua (BYG Actuel, 1969) met Dave Burrell, Claude Delcloo, Earl Freeman, Beb Guérin, Arthur Jones, Grachan Moncur III, Sunny Murray, Archie Shepp
- The Panther and the Lash [live] (America, 1970) met Beb Guérin, Noel McGhie, François Tusques
- Communications Network (1972) met Jerome Cooper, Jayne Cortez, Nathan Davis, Jerry Gonzalez, Jay Hoggard, L. Shankar, Sirone
- The Gardens of Harlem (1974) met Roland Alexander, Carla Bley, Pat Patrick, Marvin Peterson, Dewey Redman, Wadada Leo Smith, Bob Stewart, Carlos Ward